# تراموا کلکته
تراموا کلکته (انگلیسی: Trams in Kolkata) سیستم تراموا در شهر کلکته، هند است.
این تراموا که در سال ۱۸۷۳ تأسیس شده دارای ۶ خط و ۲۸ کیلومتر طول می‌باشد.

## نگارخانه

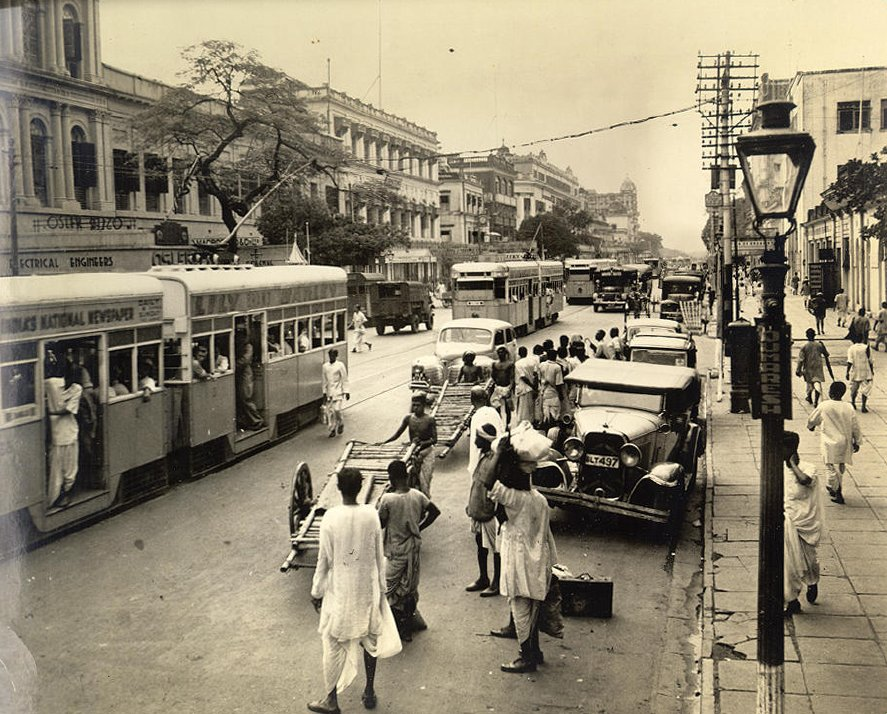
۱۹۴۵
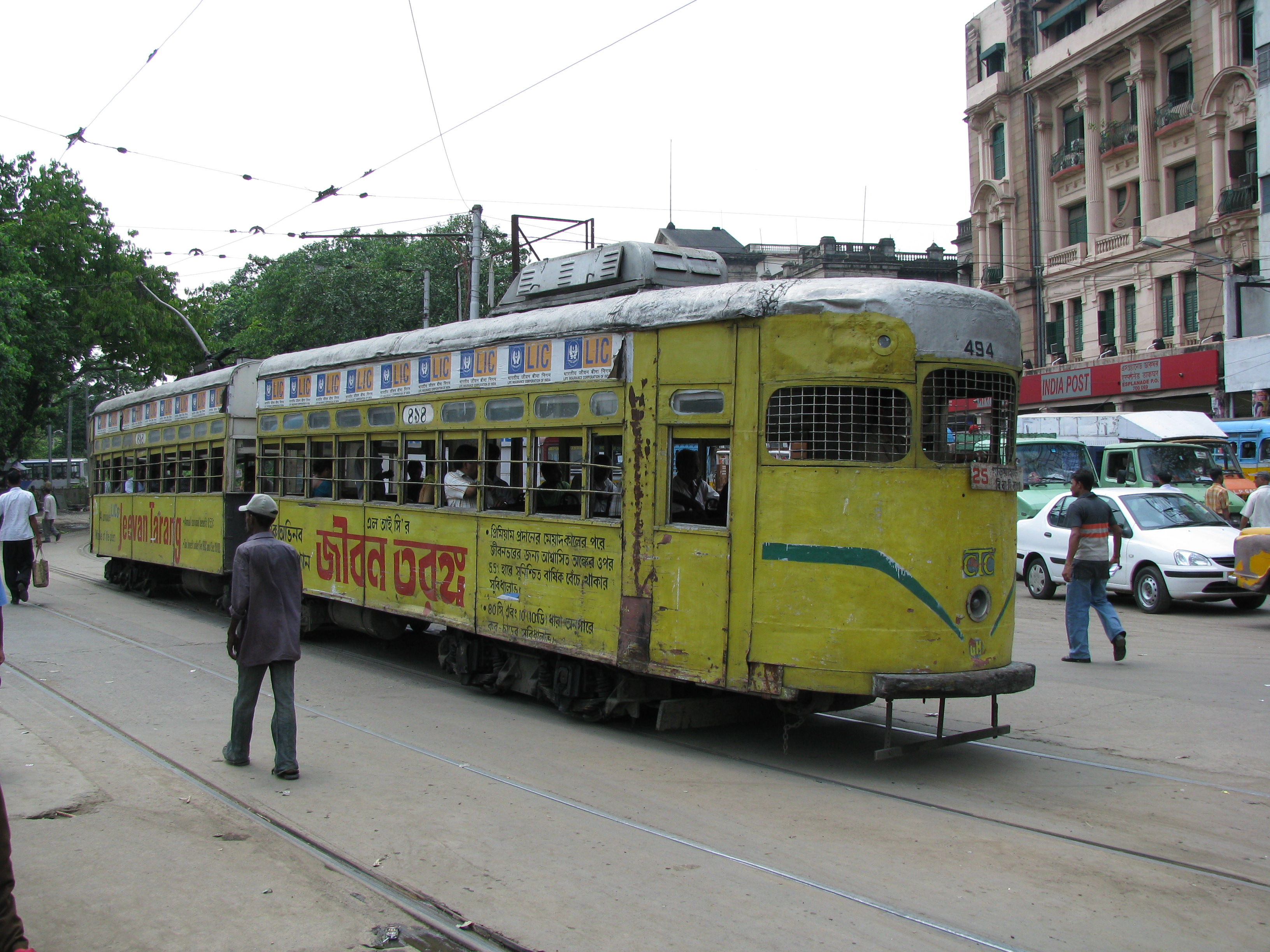
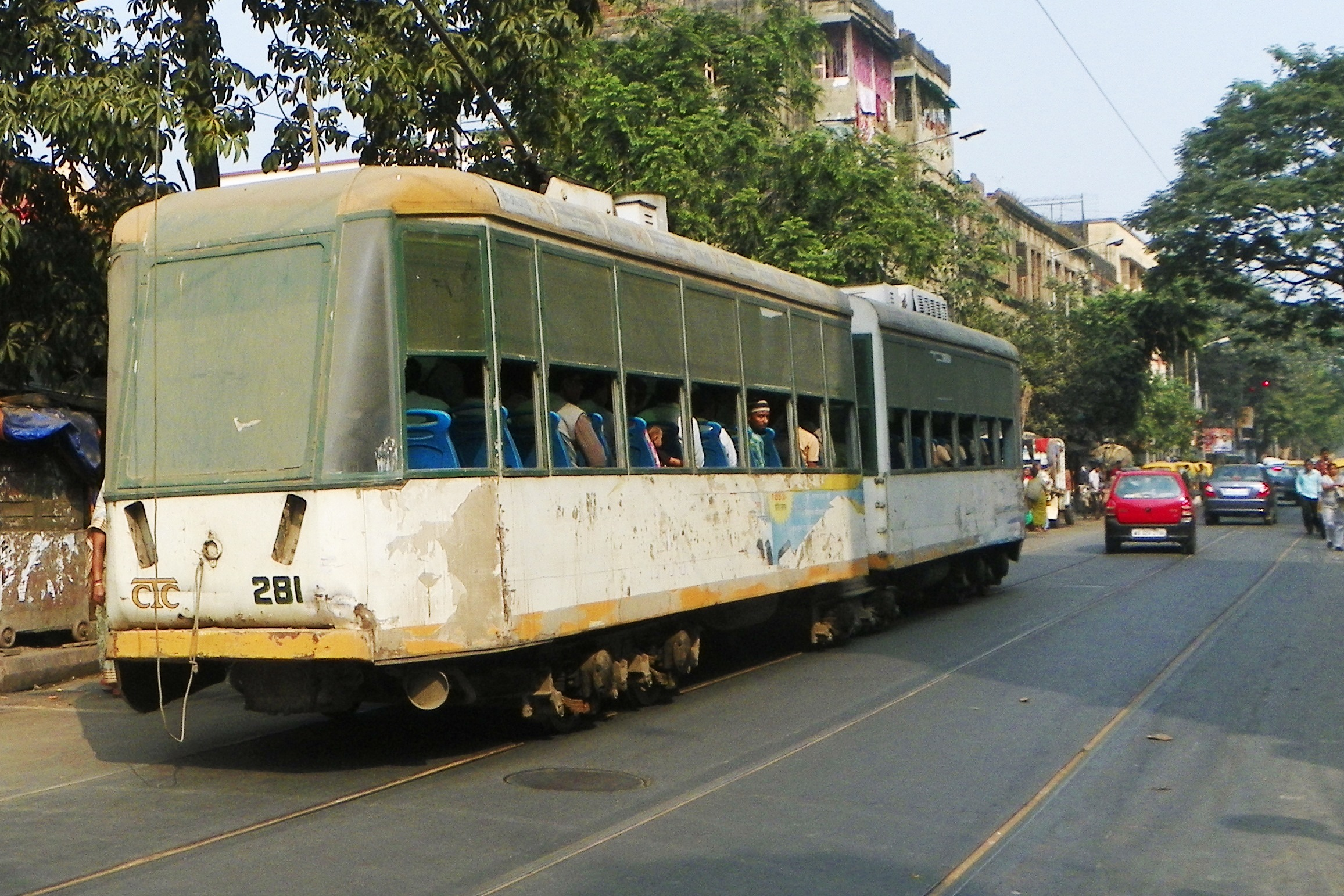
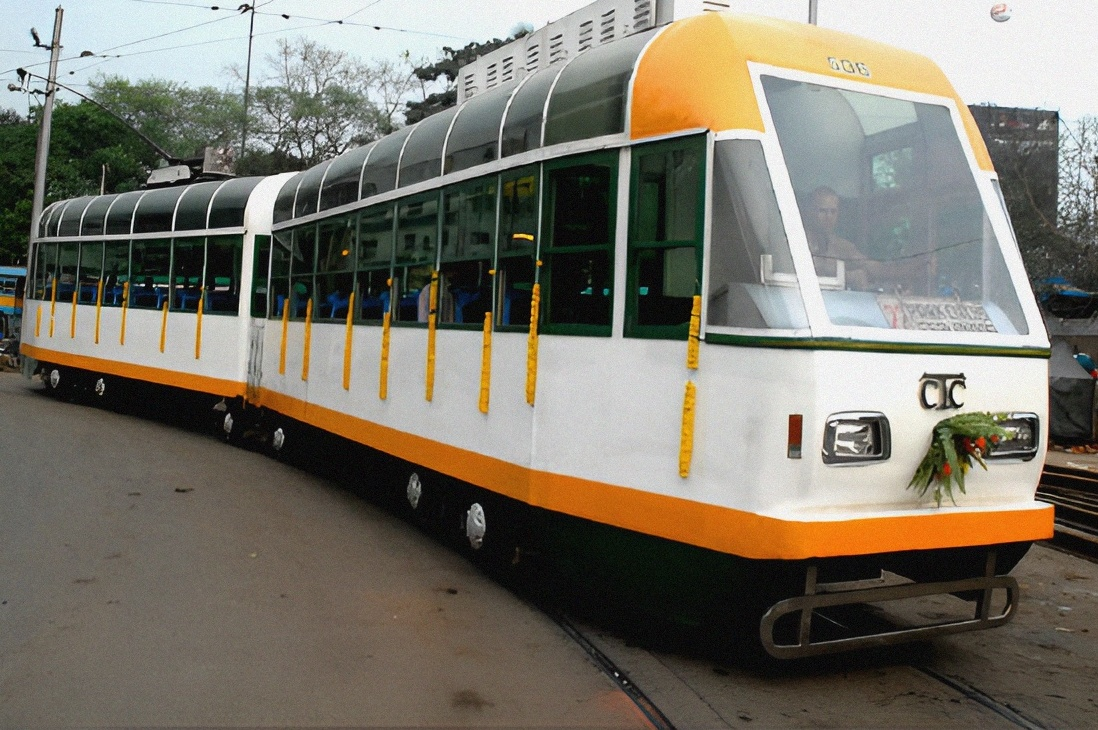